# Richard Müller-Freienfels
Richard Müller-Freienfels (7 de agosto de 1882 en Bad Ems; † 12 de diciembre de 1949 en Weilburg) fue un astrónomo, filósofo y psicólogo.

## Biografía
El hijo de un profesor de secundaria en 1904 su doctorado en la Universidad de Tubinga con una tesis en historia-literaria y tomó en 1906 el examen estatal para poder enseñanzar en las escuelas secundarias. De 1909 a 1923 trabajó como maestro de alto nivel en Berlín-Wilmersdorf, además en 1930 trabajo como profesor en la Escuela Municipal de Reforma Grunewald. También 1921-1930 estuvo como profesor de filosofía, psicología y educación en la Escuela de Arte y en la Academia para la Iglesia y la Escuela de Música. De 1930 a 1932 fue profesor de Psicología de la Educación en la Academia Pedagógica Szczecin.
Müller-Freienfels unió a 1933, el NSDAP. Desde 1933 fue profesor de Filosofía y Educación de la Facultad de Economía de Berlín. En 1938 fue despedido por "Versippung judía" y 1939 jubilación anticipada. De 1938 a 1942 se emitió Max Dessoir revista para la estética y la historia del arte en general. Después de la Segunda Guerra Mundial fue desde 1946 hasta 1948 como profesor de psicología y filosofía en la Universidad Libre de Berlín opera.

## Literatura
- Helmut E. Lück: Müller-Freienfels, Richard. Helmut E. Lück: Müller-Freienfels, Richard. Helmut E. Lück: Müller-Freienfels, Richard. Helmut E. Lück: Müller-Freienfels, Richard.
- Wilhelm Schernus: Prácticas históricas Wissenschaftsforschung. Ejemplar de los Estudios de Filosofía, Literatura y Narratologie. Tesis doctoral, Hamburgo, 2005, P. 77 (en Línea, PDF 2,2 MB).
- Christian Tilitzki: La alemana Universitätsphilosophie en la República de Weimar y el Tercer Reich. Parte 1, Editorial, 2002, ISBN 978-3-05-003647-2, P. 434.

- Datos: Q2150248